# Береговий хребет (екорегіон)
Береговий хребет — екорегіон III рівня за класифікацією Агенції з охорони довкілля США, розташований в штатах Вашингтон, Орегон та Каліфорнія на заході США. Він простягається вздовж узбережжя Тихого океану від півострова Олімпік на півночі до затоки Сан-Франциско на півдні, включаючи затоки Грейс-Харбор і Віллапа-Бей та півострів Лонг-Біч у Вашингтоні, всю довжину Орегонського узбережжя та Північне узбережжя Каліфорнії. Регіон отримав назву на честь гір Берегового хребта. Він охоплює нижні висоти гір Олімпік, гори Орегонського Прибережного хребта, Каліфорнійські Прибережні хребти та прилеглі низовини.
Невисокі гори екорегіону вкриті високопродуктивними, вологими, вічнозеленими помірними дощовими лісами, у яких зростають три найвищі види хвойних дерев світу: вічнозелені секвої (Sequoia sempervirens), прибережні дуґласії (Pseudotsuga menziesii var. menziesii) та сіткійські ялини (Picea sitchensis). Історично ліси, у яких домінували сіткійські ялини, переважали в оповитих туманами прибережних районах, тоді як у внутрішніх районах переважали ліси, основу яких складали велетенські туї (Thuja plicata), західні тсуґи (Tsuga heterophylla) та сукцесійні насадження прибережних дуґласій (Pseudotsuga menziesii var. menziesii). Значна частина лісів регіону була вирубана, і наразі тут переважають дуґласієві плантації. Літологія регіону впливає на стратегії землекористування: схили, основу яких складають осадові породи, більш вкразливі до ерозії після суцільної вирубки та будівництва доріг, ніж схили, основу яких складають вулканічні породи.
Екорегіон Берегового хребта включає п'ятнадцять екорегіонів рівня IV.

## Екорегіони рівня IV

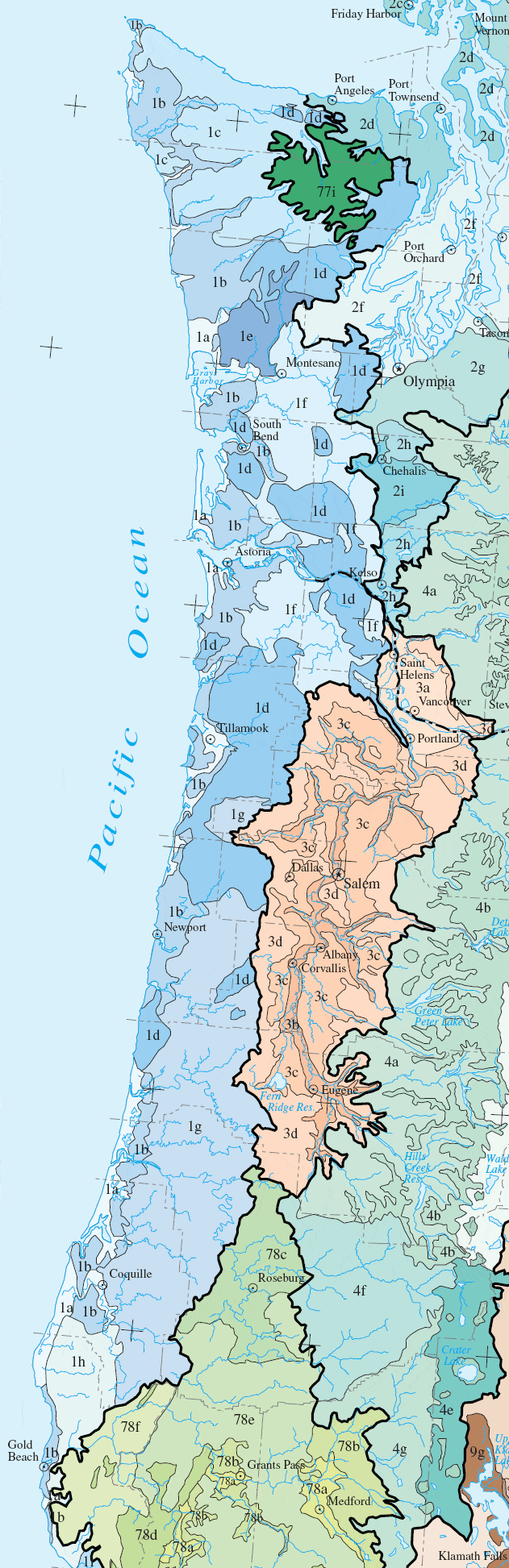
Мапа екорегіонів IV рівня у Вашингтоні та Орегоні

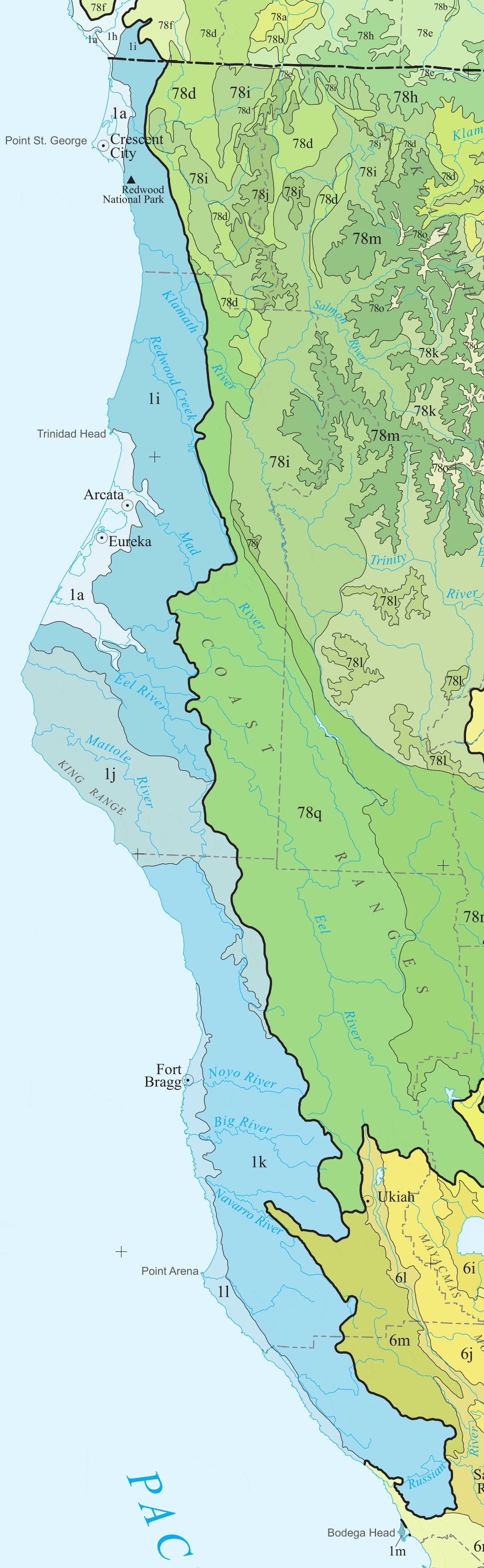
Мапа екорегіонів IV рівня у Північній Каліфорнії

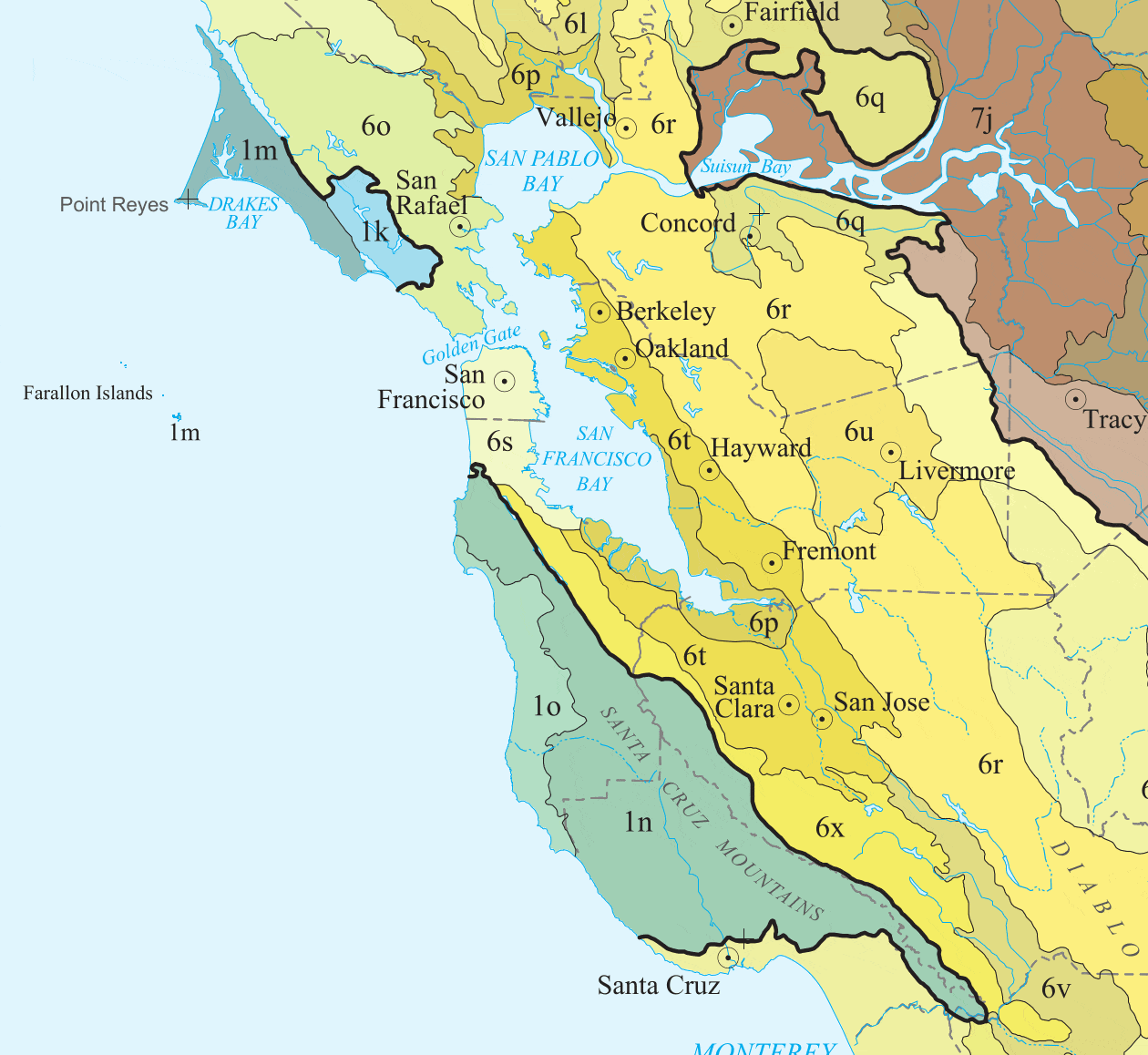
Мапа екорегіонів IV рівня у районі затоки Сан-Франциско

### Прибережні низовини (1a)
Прибережні низовини включають пляжі, піщані дюни та коси, низькі морські тераси, розташовані на висоті до 125 м над рівнем моря, неглибокі прісноводні озера, звивисті чорноводні річки, естуарії та болота. Текстура ґрунту коливається від мулистих суглинків до супісків.
У зрілих лісах, поширених на прибережних низовинах, домінують сіткійські ялини (Picea sitchensis), західні тсуґи (Tsuga heterophylla) та прибережні дуґласії (Pseudotsuga menziesii var. menziesii). В їх підліску переважають чагарники салалу (Gaultheria shallon) та падуболистого барбарису (Berberis aquifolium), круглолисті клени (Acer circinatum) та західні багаторядники (Polystichum munitum). У прибережній зоні ростуть червоні вільхи (Alnus rubra), велетенські туї (Thuja plicata), великолисті клени (Acer macrophyllum) та чагарники прекрасної малини (Rubus spectabilis). У естуаріях та прибережних водно-болотних угіддях зустрічаються балтійські ситники (Juncus balticus), прихованоплідні осоки (Carex lyngbyei), дернисті щучники (Deschampsia cespitosa), тихоокеанські срібноцвіти (Argentina pacifica) та морські тризубці (Triglochin maritima), а також скручені сосни (Pinus contorta), дюнні верби (Salix hookeriana) та кущі звичайної мірики (Myrica gale). На стабілізованих дюнах ростуть скручені сосни (Pinus contorta), чагарники рододендронів (Rhododendron spp.) та вічнозелених гекльберрі (Vaccinium ovatum), а також дюнні колосняки (Leymus mollis), приморська мітлиця (Agrostis pallens) та чилійські суниці (Fragaria chiloensis).
Регіон охоплює 1639 км² в Орегоні, 914 км² у Вашингтоні, а також деякі території навколо міст Кресент-Сіті, Юрика та Арката в Каліфорнії. Найбільші суміжні території прибережних низовин розташовані в околицях заток Грейс-Харбор, Віллапа-Бей та Тілламук-Бей, в гирлі річки Колумбія, а також вздовж південної частини Орегонського узбережжя. У прибережних районах відбувається розширення житлової, комерційної та рекреаційної забудови. Багато водно-болотних угідь у заплавах річок були осушені та перетворені на пасовища для молочних ферм, що призвело до деградації річок. Природоохоронні території включають: Національні природні заповідники Грейс-Харбор, Віллапа, Нестукка-Бей, Сайлец-Бей та Національний природний заповідник Бендон-Марш, Національну зону відпочинку Орегонських дюн та численні державні парки.

### Прибережні височини (1b)
Прибережні височини включають миси, високі морські тераси, пагорби та невисокі гори, що підіймаються над Прибережними низовинами, а також річки, що стікають з цих гір. Висота регіону коливається від 120 до 760 м над рівнем моря. На клімат регіону значно впливають вологі морські повітряні маси, які призводять до тривалого зимового сезону дощів та до мінімальних сезонних коливань температури. Рясні тумани у літній посушливий період зменшують недостачу вологи для рослинності.
Регіон прибережних височин приблизно відповідає історичній області поширення сіткійських ялин (Picea sitchensis). Після масштабних вирубок, під час яких було вирубано велику кількість ялин, наразі в лісах регіону переважають прибережні дуґласії (Pseudotsuga menziesii var. menziesii) та західні тсуґи (Tsuga heterophylla), а в підліску — чагарники салалу (Gaultheria shallon), падуболистого барбарису (Berberis aquifolium) та вічнозеленої гекльберрі (Vaccinium ovatum), рододендрони (Rhododendron spp.), круглолисті клени (Acer circinatum) та західні багаторядники (Polystichum munitum). На більш вологих схилах зустрічаються червоні вільхи (Alnus rubra), великолисті клени (Acer macrophyllum) та велетенські туї (Thuja plicata), а також чагарники прекрасної малини (Rubus spectabilis) та кривавих порічків (Ribes sanguineum). На мисах зустрічаються луки.
Регіон охоплює 3706 км² Вашингтону та 2893 км² Орегону. Він є майже втричі більшим за регіон прибережних низовин. Природоохоронні території включають: Заповідник Дріфт-Крік, Національний ліс Саюсло, а також Національний природний заповідник Льюїса і Кларка та Національний природний заповідник Кейп-Мірес.

### Нижні схили Олімпіку (1c)
Регіон нижніх схилів Олімпіку охоплює передгір’я та нижні схили гір Олімпік, які характеризуються U-подібними долинами та стрімкими водними потоками. Він підіймається на висоту приблизно 1200 м над рівнем моря. Вищі райони, що були вкриті льодовиком у минулому, входять до екорегіону прибережних лісів материкової Британської Колумбії.
Рясні опади (понад 5000 мм на рік) підтримують пишні, багаті епіфітами помірні дощові ліси, у яких домінують західні тсуґи (Tsuga heterophylla), велетенські туї (Thuja plicata) та прибережні дуґласії (Pseudotsuga menziesii var. menziesii), а також сріблясті ялиці (Abies amabilis) на великих висотах. У прибережних районах зростають червоні вільхи (Alnus rubra) та великолисті клени (Acer macrophyllum). 
Значна частина лісів регіону, зокрема частина Національного лісу Олімпік, являють собою висаджені людьми насадження. Однак частина регіону, що входить до Національного парку Олімпік, містить праліси з назвичайно високою біомасою. Загалом регіон охоплює 4364 км², повністю в межах півострова Олімпік в штаті Вашингтон.

### Вулканічні схили (1d)
Регіон вулканічних схилів включає стрімкі гірські схили та скелясті миси, основу яких складають вулканічні базальти. Висота регіону коливається від 180 до 1250 м над рівнем моря, хоча у деяких районах базальтові скелі спускаються до самого океану. Тут зустрічаються стрімкі гірські річки з каскадами водоспадів, по яким щороку відбувається прогін чавичі (Oncorhynchus tshawytscha) та райдужної форелі (Oncorhynchus mykiss). 
У зрілих лісах, що ростуть на вулканічних схилах, переважають прибережні дуґласії (Pseudotsuga menziesii var. menziesii) та західні тсуґи (Tsuga heterophylla). В їх підліску ростуть чагарники салалу (Gaultheria shallon) та падуболистого барбарису (Berberis aquifolium), рододендрони (Rhododendron spp.), круглолисті клени (Acer circinatum) та західні багаторядники (Polystichum munitum). На більш вологих схилах та на берегах річок ростуть велетенські туї (Thuja plicata), великолисті клени (Acer macrophyllum) червоні вільхи (Alnus rubra), а також чагарники прекрасної малини (Rubus spectabilis) та орегонської квасениці (Oxalis oregana). Значна частина дуґласієвих лісів в регіоні вирубана.
На мисах та на вершинах гір зустрічаються луки, подібні до балдів, що зустрічаються у високогір'ях Аппалачів на сході США, та до полонин Східних Карпат. Серед трав, що зустрічаються на гірських луках, слід відзначити айдахську кострицю (Festuca idahoensis), приморську мітлицю (Agrostis pallens), каліфорнійську дантонію (Danthonia californica) та різноманітне різнотрав'я.
Цей великий, але фрагментований регіон охоплює 5291 км² в Орегоні та 3994 км² у Вашингтоні. До нього входять частини Національних лісів Олімпік та Саюсло, заповідників Каммінс-Крік та Рок-Крік та Національного природного заповідника Кейп-Мірес.

### Конус виносу (1e)
Конус виносу — це пологий віялоподібний гірський схил, що складається з рядів хвилястих терас та плато, утворених з льодовикового матеріалу. Це найменший з субрегіонів Прибережного хребта, що охоплює 917 км² в окрузі Грейс-Гарбор на північ від міста Абердин в штаті Вашингтон. Висота регіону коливається від 6 до 300 м над рівнем моря. Регіон лежить поза зоною морського впливу. Річки, що протікають через його територію, мають середній ухил та нижчий літній стік, ніж більшість інших водотоків Прибережного хребта. У зрілих лісах регіону переважають прибережні дуґласії (Pseudotsuga menziesii var. menziesii), західні тсуґи (Tsuga heterophylla), червоні вільхи (Alnus rubra), великолисті клени (Acer macrophyllum) та велетенські туї (Thuja plicata). Більшість цих лісів наразі вирубані та перетворені на плантації деревини.

### Пагорби Віллапа (1f)
Пагорби Віллапа, середня висота яких становить приблизно 400 м над рівнем моря, простягаються уздовж західного узбережжя регіону. Ці невисокі пологі гори мають нижчу щільність річкової мережі, ніж інші гірські частини екорегіону. У цій доступній місцевості лісозаготівля є відносно легкою та повсюдно поширена, а промислові насадження майже повністю замінили праліси. Порушення лісів призводить до розмивання мулистих та глинистих ґрунтів, що погіршує якість водойм. У залишках природних лісів регіону переважають прибережні дуґласії (Pseudotsuga menziesii var. menziesii) та західні тсуґи (Tsuga heterophylla). В їх підліску ростуть чагарники салалу (Gaultheria shallon) та падуболистого барбарису (Berberis aquifolium), рододендрони (Rhododendron spp.), круглолисті клени (Acer circinatum) та західні багаторядники (Polystichum munitum). На більш вологих схилах та на берегах річок ростуть червоні вільхи (Alnus rubra), велетенські туї (Thuja plicata), великолисті клени (Acer macrophyllum), а також чагарники прекрасної малини (Rubus spectabilis) та орегонської квасениці (Oxalis oregana). Серед тварин, поширених в регіоні, слід відзначити великі популяції вапіті Рузвельта (Cervus canadensis roosevelti). Загалом регіон охоплює 3307 км² на південному заході Вашингтону та 1945 км² на північному заході Орегону.

### Центральні осадові схили (1g)
Гористий регіон центральних осадових схилів лежить за межами поясу прибережних туманів. З геологічної точки зору його основу складають осадові породи — пісковики та алевроліту. Висота регіону коливається від 90 до 900 м над рівнем моря. Гори Орегонського Прибережного хребта, що входять до цього регіону, більш суворі, ніж геологічно подібні пагорби Віллапа. Це найбільший із субрегіонів Орегонського узбережжя, що охоплює 9684 км² у центральних та південних районах Орегону.
У зрілих лісах, що входить до цього регіону, переважають прибережні дуґласії (Pseudotsuga menziesii var. menziesii) та західні тсуґи (Tsuga heterophylla). В їх підліску ростуть чагарники салалу (Gaultheria shallon) та падуболистого барбарису (Berberis aquifolium), рододендрони (Rhododendron spp.), круглолисті клени (Acer circinatum) та західні багаторядники (Polystichum munitum). На крайньому півдні регіону зустрічаються густоцвіті нотолітокарпуси (Notholithocarpus densiflorus). На більш вологих схилах та на берегах річок ростуть великолисті клени (Acer macrophyllum), велетенські туї (Thuja plicata), велетенські ялиці (Abies grandis) та червоні вільхи (Alnus rubra), а також чагарники прекрасної малини (Rubus spectabilis) та орегонської квасениці (Oxalis oregana). На півдні регіону зустрічаються каліфорнійські лаври (Umbellularia californica). Більшість дуґласієвих лісів регіону були вирубані та перетворені на лісові плантації.

### Прибережні гори Південного Орегону (1h)
Геологічно та ботанічно різноманітний регіон Прибережних гір Південного Орегону є перехідною зоною між лісами Прибережних хребтів та лісами гір Сіскію, що входять до екорегіону лісів Кламату та Сіскію. Гори регіону підіймаються на висоту до 1219 м над рівнем моря. Тут панує середземноморський клімат, як і в регіоні екорегіону Прибережного хребта, однак різноманітна літологія, що включає юрські пісковики, метаморфізовані осадові породи, граніти та серпентиніти, характерна для більш високих гір Сіскію. 
Тут зустрічаються види рослин, характерні як для північної, так і для південної флори, внаслідок чого флористичне різноманіття регіону є доволі високим. Основу лісів регіону складають прибережні дуґласії (Pseudotsuga menziesii var. menziesii), західні тсуґи (Tsuga heterophylla), густоцвіті нотолітокарпуси (Notholithocarpus densiflorus), порт-оксфордські кипарисовики (Chamaecyparis lawsoniana) та велетенські туї (Thuja plicata). В їх підліску поширені чагарники салалу (Gaultheria shallon) та падуболистого барбарису (Berberis aquifolium), рододендрони (Rhododendron spp.), круглолисті клени (Acer circinatum), каліфорнійські лаври (Umbellularia californica) та західні багаторядники (Polystichum munitum). На берегах річок ростуть великолисті клени (Acer macrophyllum), велетенські туї (Thuja plicata), велетенські ялиці (Abies grandis) та червоні вільхи (Alnus rubra), а також чагарники прекрасної малини (Rubus spectabilis) та орегонської квасениці (Oxalis oregana).
Регіон охоплює 1792 км² у віддалених районах округу Каррі на південному заході Орегону, в басейнах річок Сіксес та Елк. Частина регіону входить до заповіднику Грассі-Ноб, що входить до Національного лісу Сіскію.

### Північні францисканські секвоєві ліси (1i)
Регіон північних францисканських секвоєвих лісів, названий на честь гірських порід Францисканського комплексу, які переважають на цій території, простягається від околиць Брукінгса на крайньому південному сході Орегону на південь до середньої течії річки Їл в Каліфорнії. Тут переважають дрібносуглинисті червоноземи та сірі лісові ґрунти.
Невисокі гори, що входять до цього регіону, повністю лежать у зоні прибережних туманів. Тут переважають ліси, основу яких складають вічнозелені секвої (Sequoia sempervirens) та прибережні дуґласії (Pseudotsuga menziesii var. menziesii). Історично суцільні секвоєві ліси пом'якшували місцевий клімат, конденсуючи вологу з прибережних туманів і створюючи тінь. Поєднання тіні, конкуренції коренів, молодих ґрунтів із глибоким шаром органічних решток на поверхні ґрунту, випадкових пожеж та замулення внаслідок періодичних повеней обмежує кількість видів рослин, що зустрічаються у секвоєвих лісах. За деякими факторами ліси регіону більш подібні до помірних дощових лісів Орегонського та Вашингтонського узбережжя, ніж до інших секвоєвих лісів, поширених південніше. Серед хвойних дерев, що зустрічаються у секвоєвих лісах регіону, слід відзначити західну тсуґу (Tsuga heterophylla), велетенську тую (Thuja plicata), порт-оксфордський кипарисовик (Chamaecyparis lawsoniana), велетенську ялицю (Abies grandis), а також сіткійську ялину (Picea sitchensis), які зустрічаються у деяких прибережних районах. Серед поширених в регіоні широколистяних дерев слід відзначити червону вільху (Alnus rubra) та густоцвітий нотолітокарпус (Notholithocarpus densiflorus).

### Королівський хребет та басейн Маттоле (1j)
На відміну від регіонів на півночі та півдні, у яких домінують секвоєві ліси, рослинний покрив регіону Королівського хребта та басейну Маттоле представлений переважно мішаними вічнозеленими лісами, у яких домінують прибережні дуґласії (Pseudotsuga menziesii var. menziesii), густоцвіті нотолітокарпуси (Notholithocarpus densiflorus) та американські суничники (Arbutus menziesii), які перемежовуються ділянками луків. На мисах та океанічних узбережжях поширені прибережні прерії та чагарники. Хоча територія екорегіону є одним з найвологіших місць у Каліфорнії, гори Королівського хребта підіймаються вище поясу прибережних туманів. Влітку теплі, сухі морські вітри також допомагають уникнути туману, через що Королівський хребет є занадто посушливим, щоб підтримувати секвоєві ліси, які оточують його з трьох сторін. Цей гірський хребет підіймається на 1200 м над Тихим океаном, що робить цю територію однією з найбільш вражаючих та віддалених ділянок берегової лінії в континентальній частині США. У північній частині регіону протікають Ведмежа річка та річка Маттоле. На стрімких пагорбах, що лежать у басейнах цих річок, переважають мішані вічнозелені ліси. Тут зустрічається більше однорічних луків, ніж в регіоні 1i на півночі або 1k на півдні. Основними формами землекористування в регіоні є лісове господарство, випас худоби та рекреаційна діяльність.

### Прибережні францисканські секвоєві ліси (1k)
Регіон прибережних францисканських секвоєвих лісів переважно простягається від південного краю Королівського хребта в окрузі Мендосіно на південь до лівого берега річки Рашен в окрузі Сонома. На відміну від північних секвоєвих лісів (1i), центральні секвоєві ліси зазвичай є мішаними та включають як хвойні, так і широколистяні дерева. Тут зустрічаються вічнозелені секвої (Sequoia sempervirens), які утворюють багатошаровий лісовий намет, а також прибережні дуґласії (Pseudotsuga menziesii var. menziesii), густоцвіті нотолітокарпуси (Notholithocarpus densiflorus) та великолисті клени (Acer macrophyllum). У підліску переважають різноманітні вічнозелені чагарники та трав'янисті рослини. На півдні регіону частіше зустрічаються рідколісся каліфорнійських вічнозелених дубів (Quercus agrifolia) та відкриті дубові савани, які перемежовуються ділянками більш густих лісів. У прибережній частині регіону, яка перебуває під сильним впливом туманів, зустрічається більше секвой. Тут рослинний покрив подібний до регіону 1i на півночі. Річки, що протікають через територію регіону, мають швидкий стік. Багато невеликих струмків пересихають наприкінці року. Природні озера відсутні.
Невелика віддалена ділянка регіону розташована в окрузі Марін, на південь від основної частини регіону. Вона охоплює вкриті хвойними та листяними лісами гори Тамалпаїс та Болінас, які підіймаються на висоту до 790 м над рівнем моря. Рельєф цієї ділянки більш стрімкий, ніж рельєф сусіднього регіону приморських пагорбів (6o). Рослинний покрив тут представлений лісами, у яких ростуть різні хвойні та широколистяні дерева, зокрема прибережні дуґласії (Pseudotsuga menziesii var. menziesii), вічнозелені секвої (Sequoia sempervirens), густоцвіті нотолітокарпуси (Notholithocarpus densiflorus), американські суничники (Arbutus menziesii), каліфорнійські лаври (Umbellularia californica) та каліфорнійські вічнозелені дуби (Quercus agrifolia). у горах Тамалпаїс та Болінас повітря підіймається вгору стрімкими схилами та конденсує вологу, що дозволяє підтримувати густі секвоєво-дуґласієві ліси. У деяких районах, розташованих на більш сухих схилах, або там, де переважають неглибокі ґрунти, поширені прибережні луки та чагарники приморського чапаралю.

### Тераси Форт-Брегга та Форт-Росса (1l)
Регіон терас Форт-Брегга та Форт-Росса, названий на честь однойменних поселень, що були засновані у цій місцевості, охоплює піднесені прибережні рівнини, які лежать на висоті до 400 м над рівнем моря. Висота регіону є нижчою за висоту прилеглих гір, що входять до регіону 1k. Основу морських терас регіону складають четвертинні та третинні пісковики та аргіліти. У деяких районах ці тераси глибоко розчленовані ярами, що оголюють крейдові осадові породи. Місячні та річні коливання температури в регіоні є мінімальними, а літні тумани є звичайним явищем. Рослинний покрив представлений прибережними луками та чагарниками, а також невисокими рідколіссями, основу яких складають скручені сосни (Pinus contorta), єпископські сосни (Pinus muricata) та ендемічні мендосінські кипариси (Hesperocyparis pygmaea). Подекуди зустрічаються насадження велетенських ялиць (Abies grandis) та західних тсуґу (Tsuga heterophylla). Терасові ґрунти зазвичай непридатні для вічнозелених секвой, хоча вони трапляються в ярах та уривищах.

### Півострів Пойнт-Реєс та острови Фараллон (1m)
Регіон півострова Пойнт-Реєс та островів Фараллон охоплює півострів Пойнт-Реєс, мис Бодега-Хед, а також прибережний архіпелаг Фараллон. Тут панує помірний морський клімат, який характеризується частими туманами. З геологічної точки зору в регіоні переважають пліоценові та міоценові граніти, пісковики та аргіліти, а також четвертинні піски. Більшість водотоків в регіоні — це невеликі струмки, що пересихають наприкінці літа.
Рослинний покрив Пойнт-Реєсу та мису Бодега-Хед представлений лісами, у яких переважають прибережні дуґласії (Pseudotsuga menziesii var. menziesii), густоцвіті нотолітокарпуси (Notholithocarpus densiflorus), єпископські сосни (Pinus muricata) та каліфорнійські вічнозелені дуби (Quercus agrifolia). В їх підліску переважають тихоокеанські куничники (Calamagrostis nutkaensis) та чагарники койотського бакхарісу (Baccharis pilularis). Подекуди тут зустрічаються поодинокі вічнозелені секвої (Sequoia sempervirens). Фараллонські острови, розташовані на південний захід від півострова Пойнт-Реєс, є групою невеликих гранітних островів, які забезпечують важливе середовище існування для морських птахів та ссавців.

### Гори Санта-Крус (1n)
Регіон гір Санта-Крус охоплює західну та південно-західну частини гір Санта-Крус, розташованих на півострові Сан-Франциско. Клімат регіону змінюється із заходу на схід, оскільки високі гірські хребти блокують проникнення океанічних повітряних мас. Зими тут прохолодні та вологі. Літо на заході регіону прохолодне, з частими туманами та невисокими хмарами. Водні потоки, що стікають з північно-східних схилів гір Санта-Крус, як правило, пересихають влітку, однак потоки, що стікають до океану, течуть протягом всього року.
Рослинний покрив регіону представлений лісами, у яких домінують вічнозелені секвої (Sequoia sempervirens), прибережні дуґласії (Pseudotsuga menziesii var. menziesii), густоцвіті нотолітокарпуси (Notholithocarpus densiflorus) та каліфорнійські вічнозелені дуби (Quercus agrifolia), а також прибережними чагарниками та чапаралем. Чагарниковий ярус у лісах переважно розріджений. Подекуди в горах Санта-Крус зустрічаються ендемічні санта-круські кипариси (Hesperocyparis abramsiana) та дуби Шріва (Quercus parvula var. shrevei). Ліси регіону екологічно та генетично відрізняються від лісів, поширених в регіонах 1i та 1k далі на північ. З кінця 1800-х приблизно до 1960-х років в лісах, що ростуть у горах Санта-Крус, відбувалися суцільні вирубки, однак наразі лісозаготівля в регіоні більш вибіркова.

### Прибережні пагорби Сан-Матео (1o)
Регіон прибережних пагорбів Сан-Матео охоплює західне узбережжя округу Сан-Матео на півострові Сан-Франциско, яке лежить на нижчій висоті, ніж сусідні гори Санта-Крус (1n). Тут зустрічаються морські тераси, приморські уступи та невеликі долини. Висота регіону коливається від 0 до 300 м над рівнем моря. З геологічної точки зору в регіоні переважають плейстоценові пісковики та алевроліти, тоді як в горах Санта-Крус до них додаються більш давні осадові породи та деякі вулканічні породи. Літні тумани на узбережжі округу Сан-Матео є звичним явищем, а зими прохолодні та вологі. Рослинний покрив регіону переважно представлений прибережними чагарниками, а не рідколіссями та лісами, як в регіоні 1n.

## Галерея

### Флора

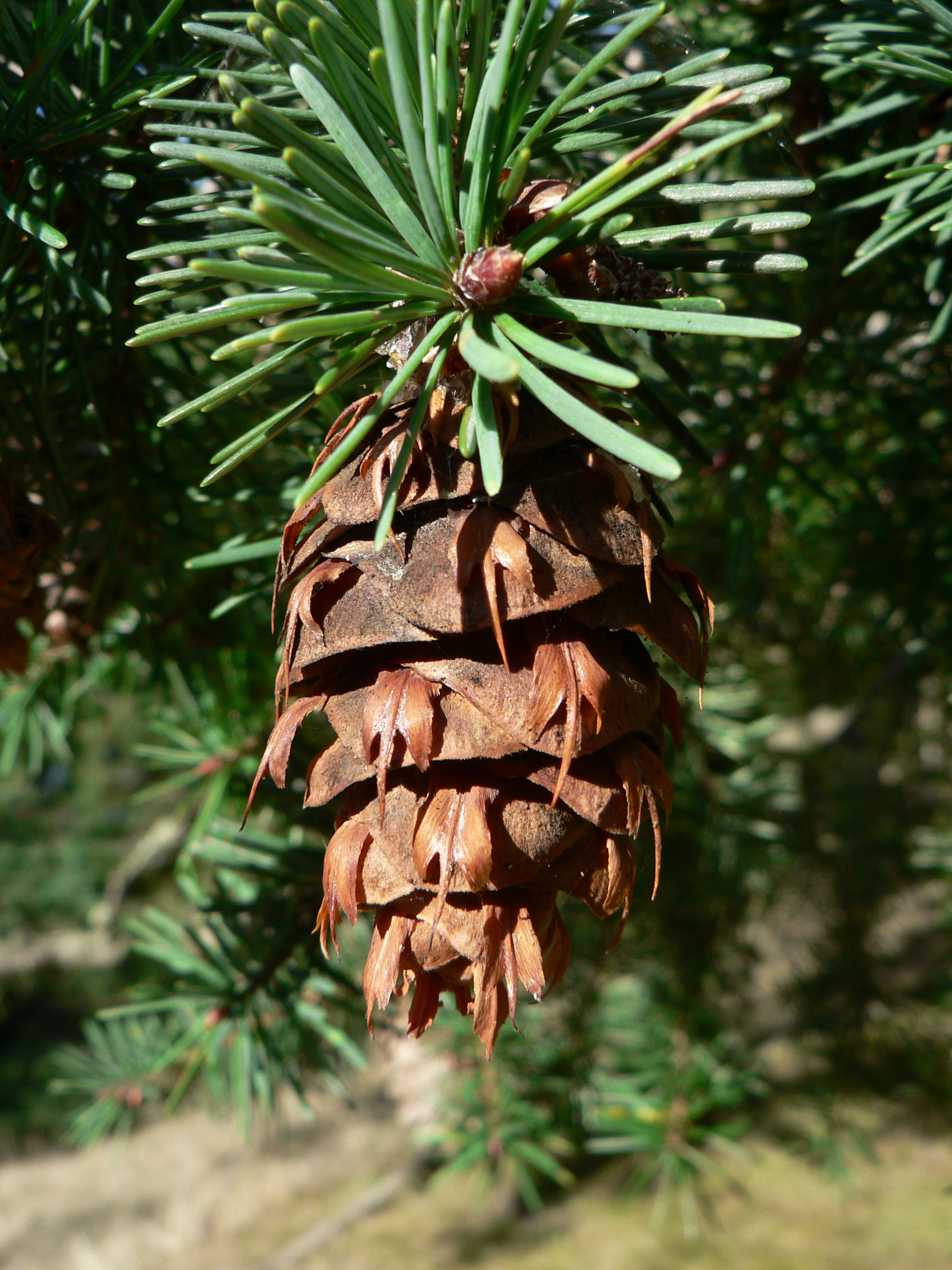
Прибережна дуґласія, державне дерево Орегону
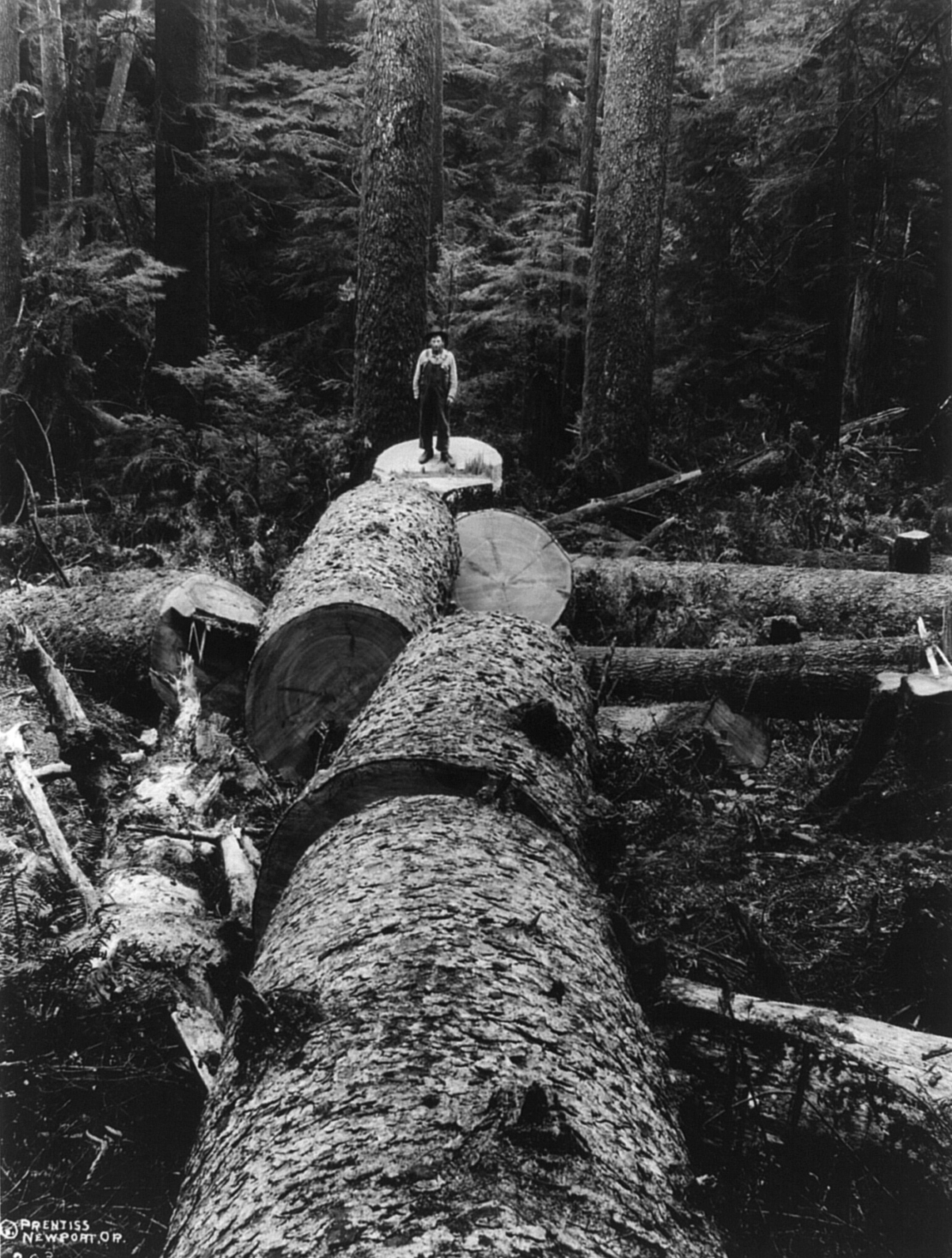
Сіткійська ялина а горах Орегонського Прибережного хребта
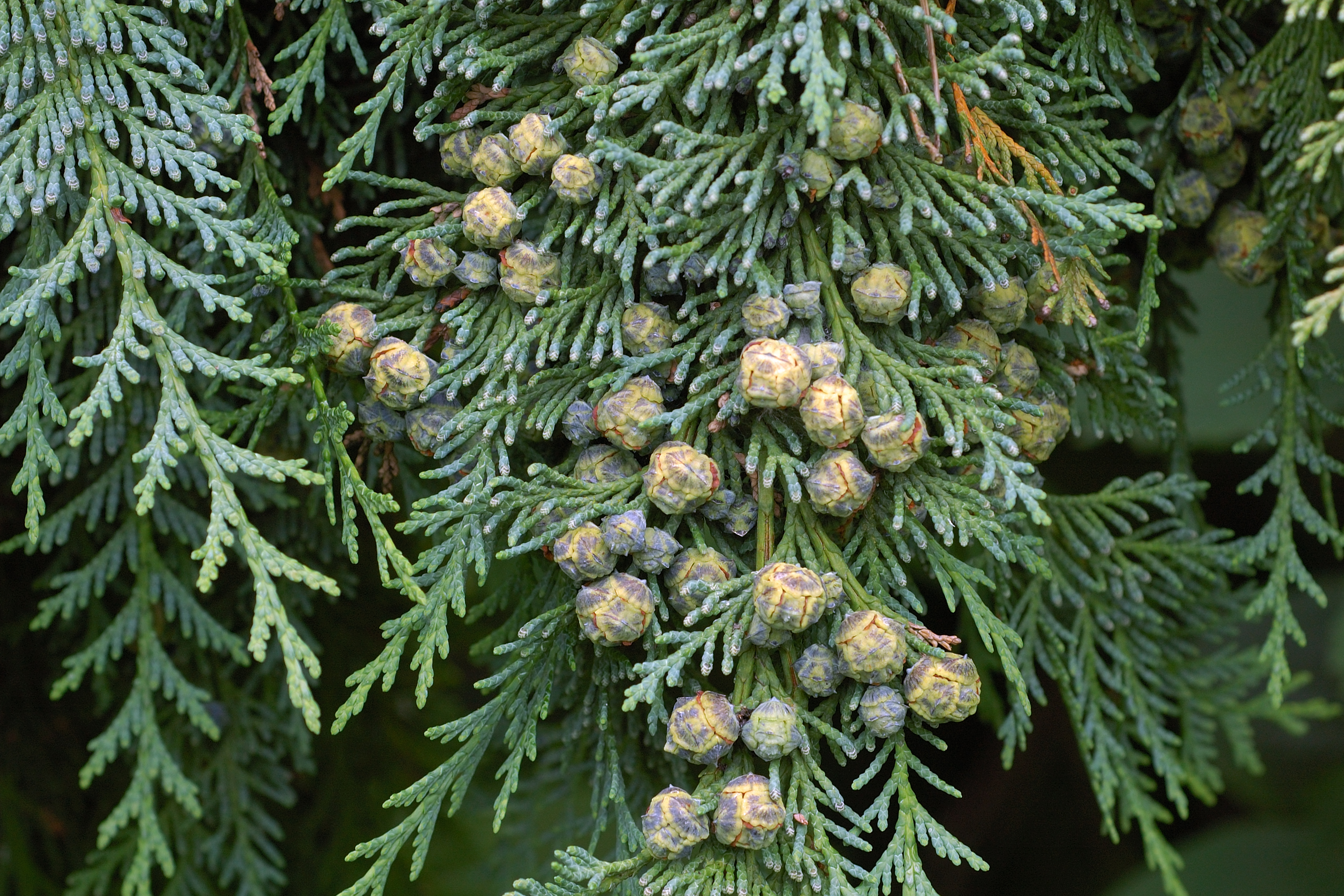
Порт-оксфордський кипарисовик,  ендемік гір Південно-Західного Орегону
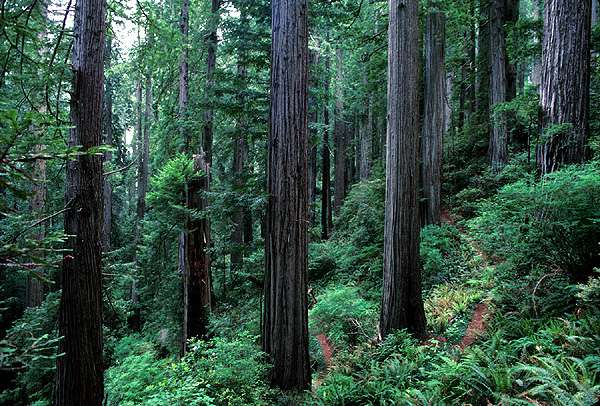
Вічнозелена секвоя у Північній Каліфорнії
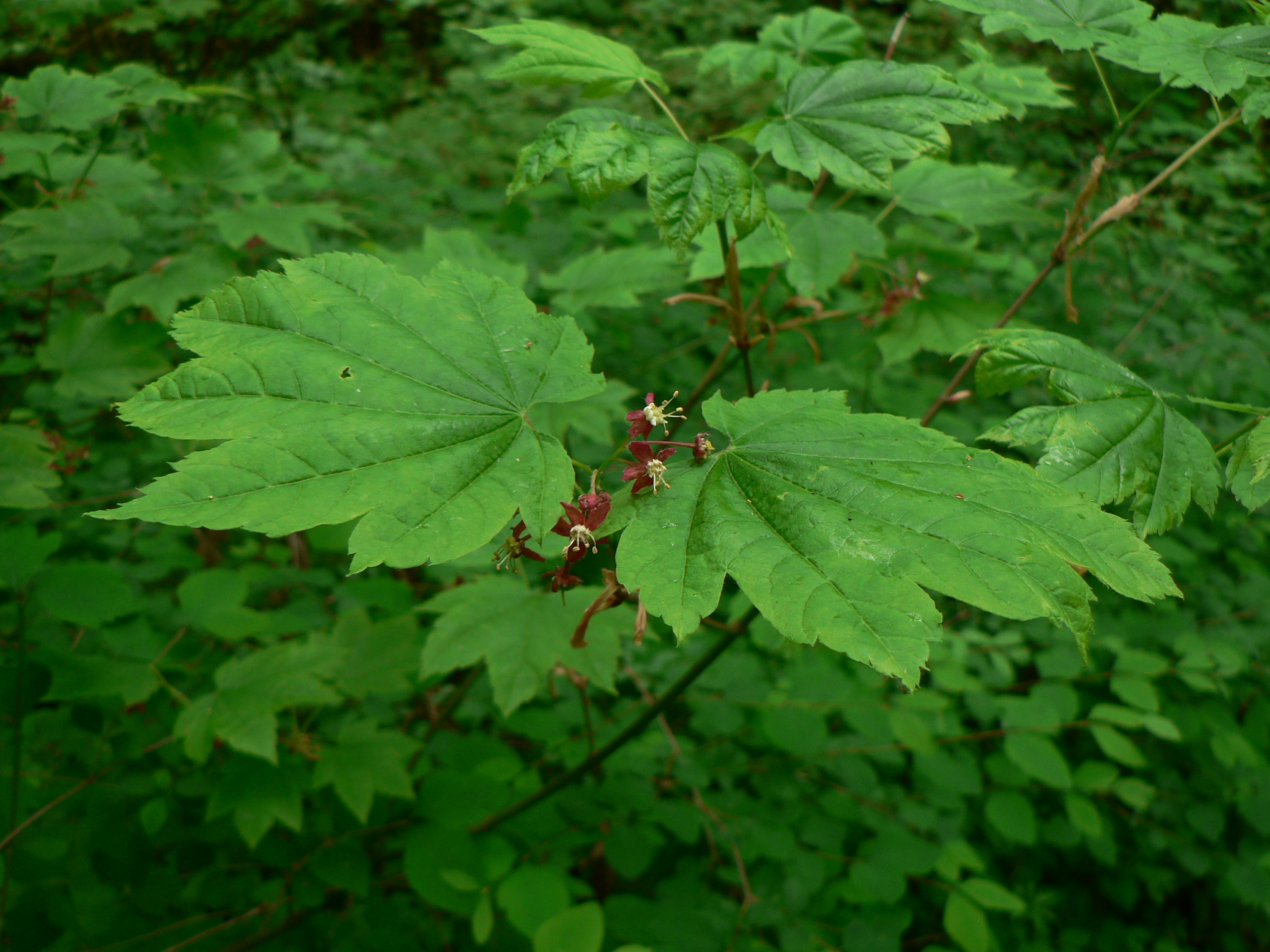
Круглолисті клени
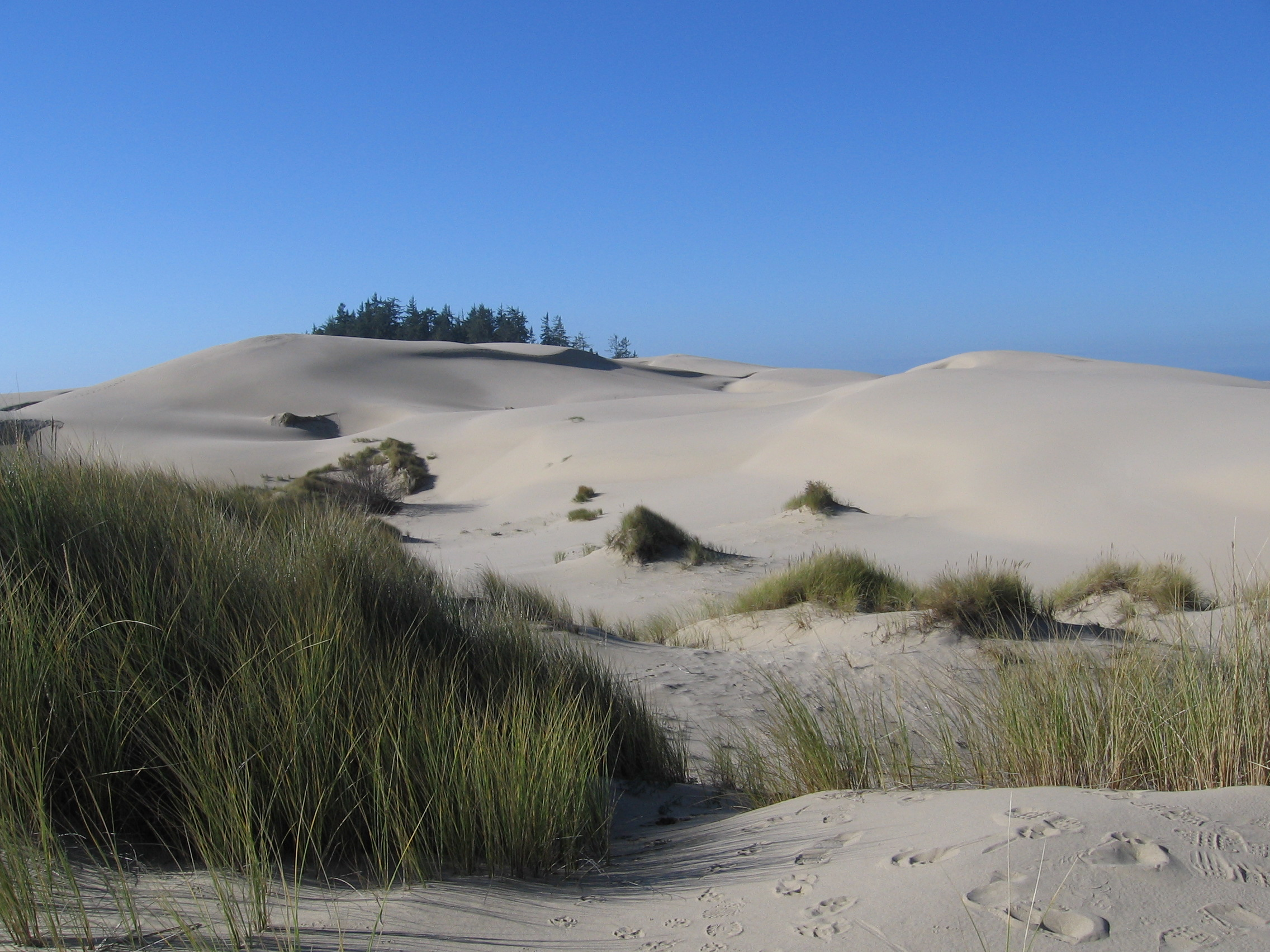
Трави допомагають стабілізувати Орегонські дюни[en]
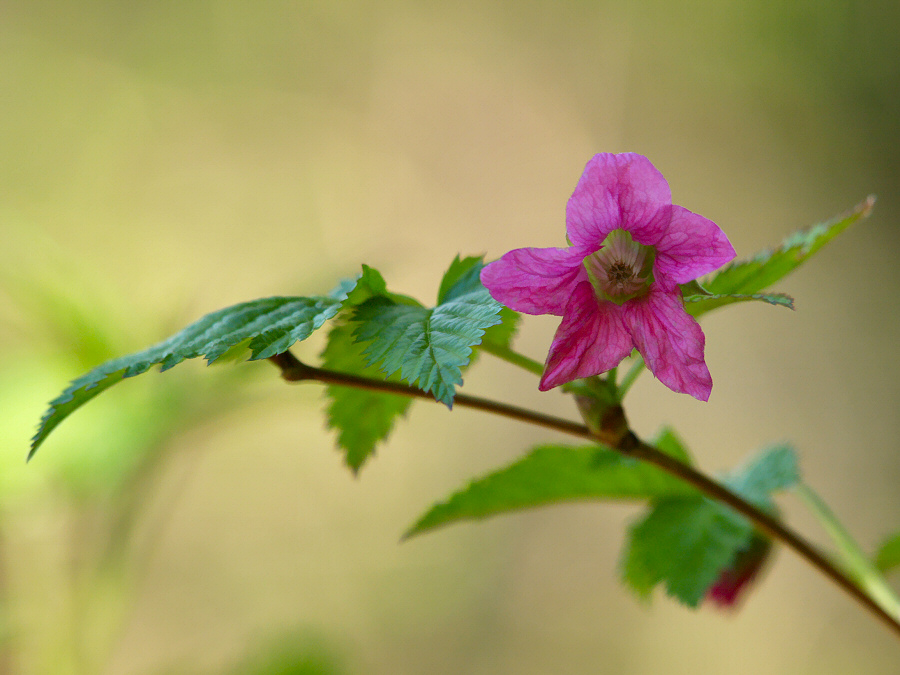
Квітка прекрасної малини[en]
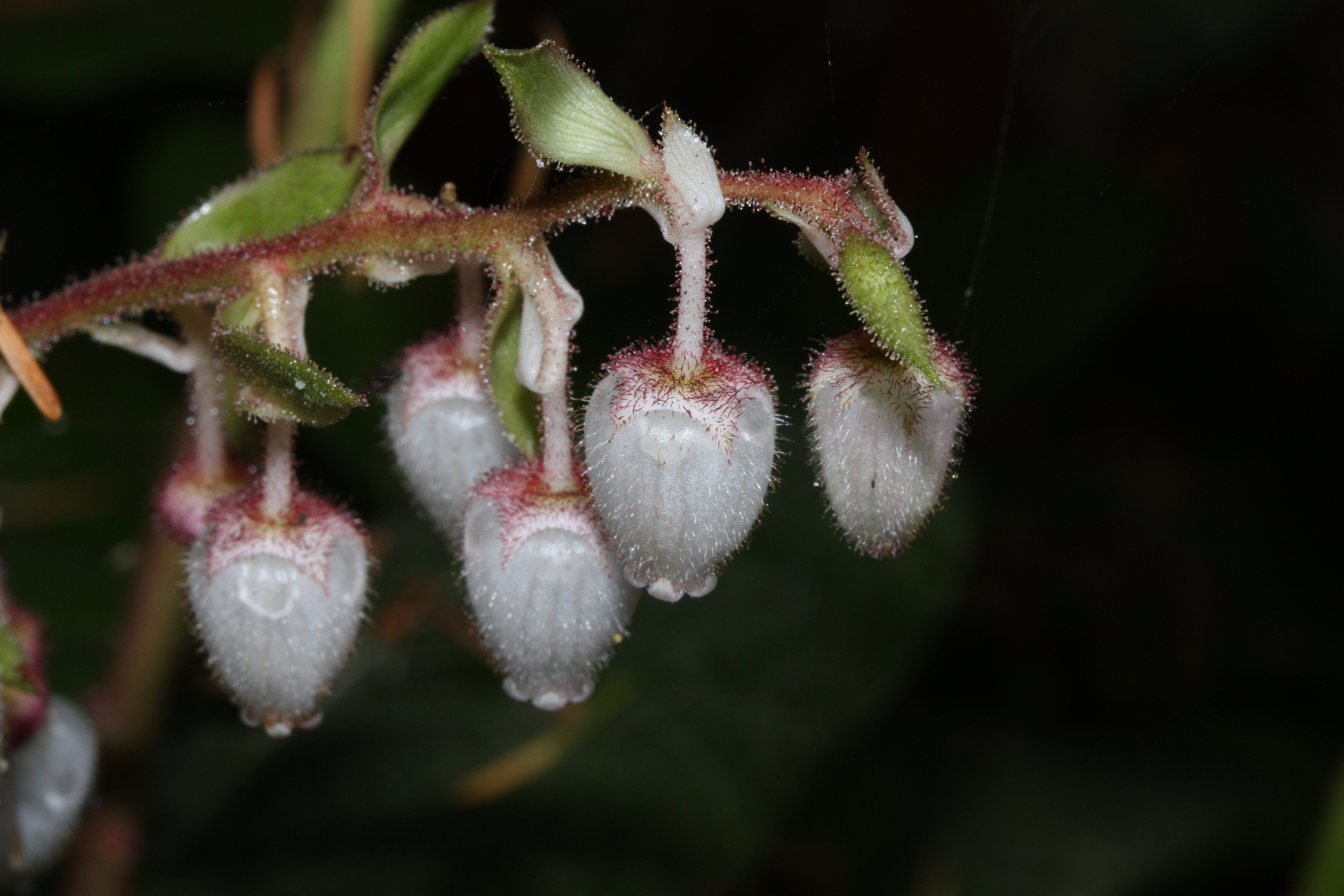
Квіти салалу[en]

### Фауна

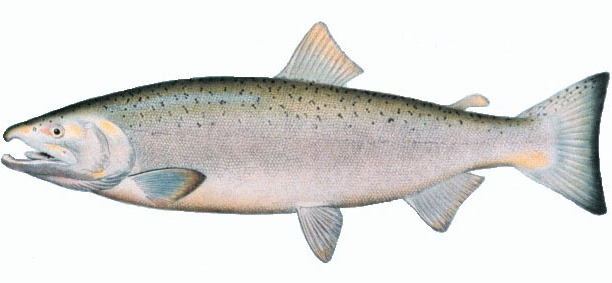
Кижуч
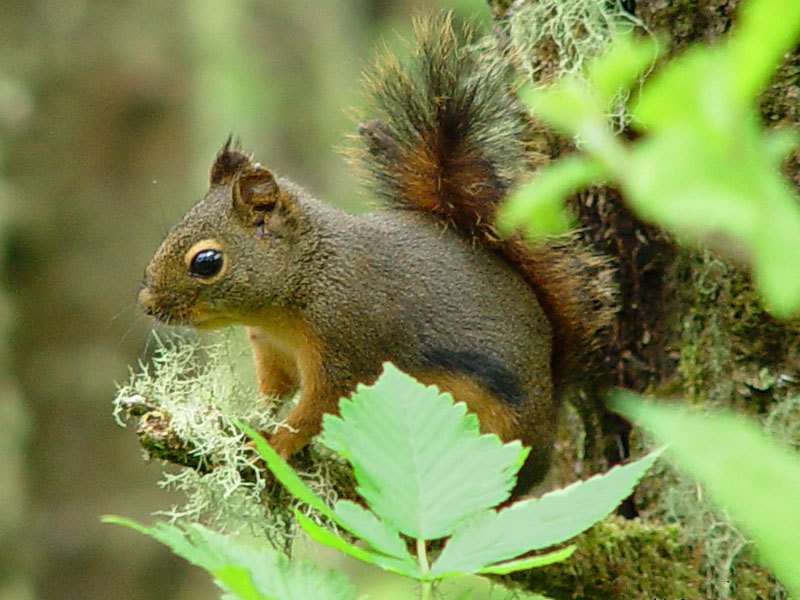
Вивірка Дугласа
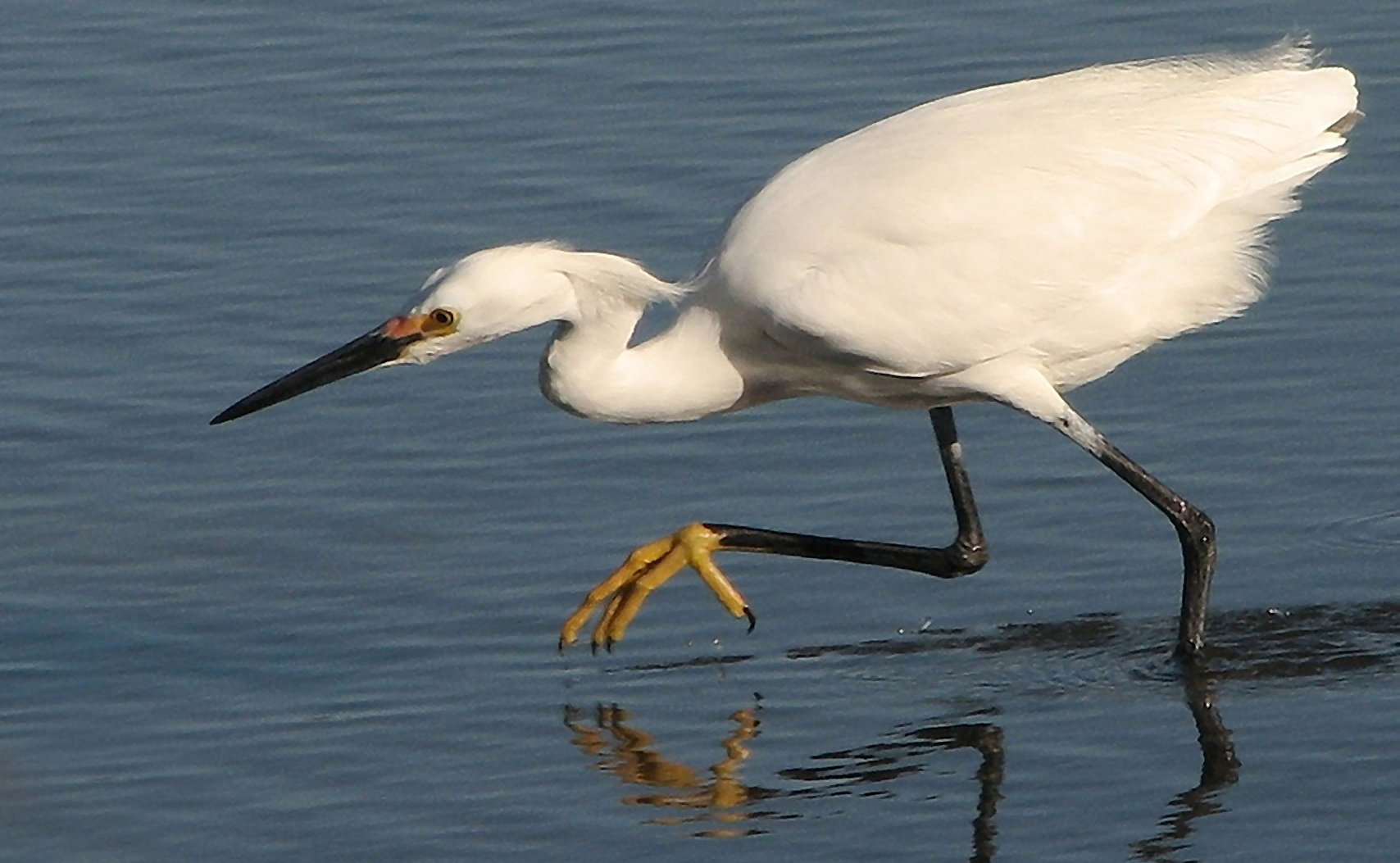
Американська чепура ловить рибу
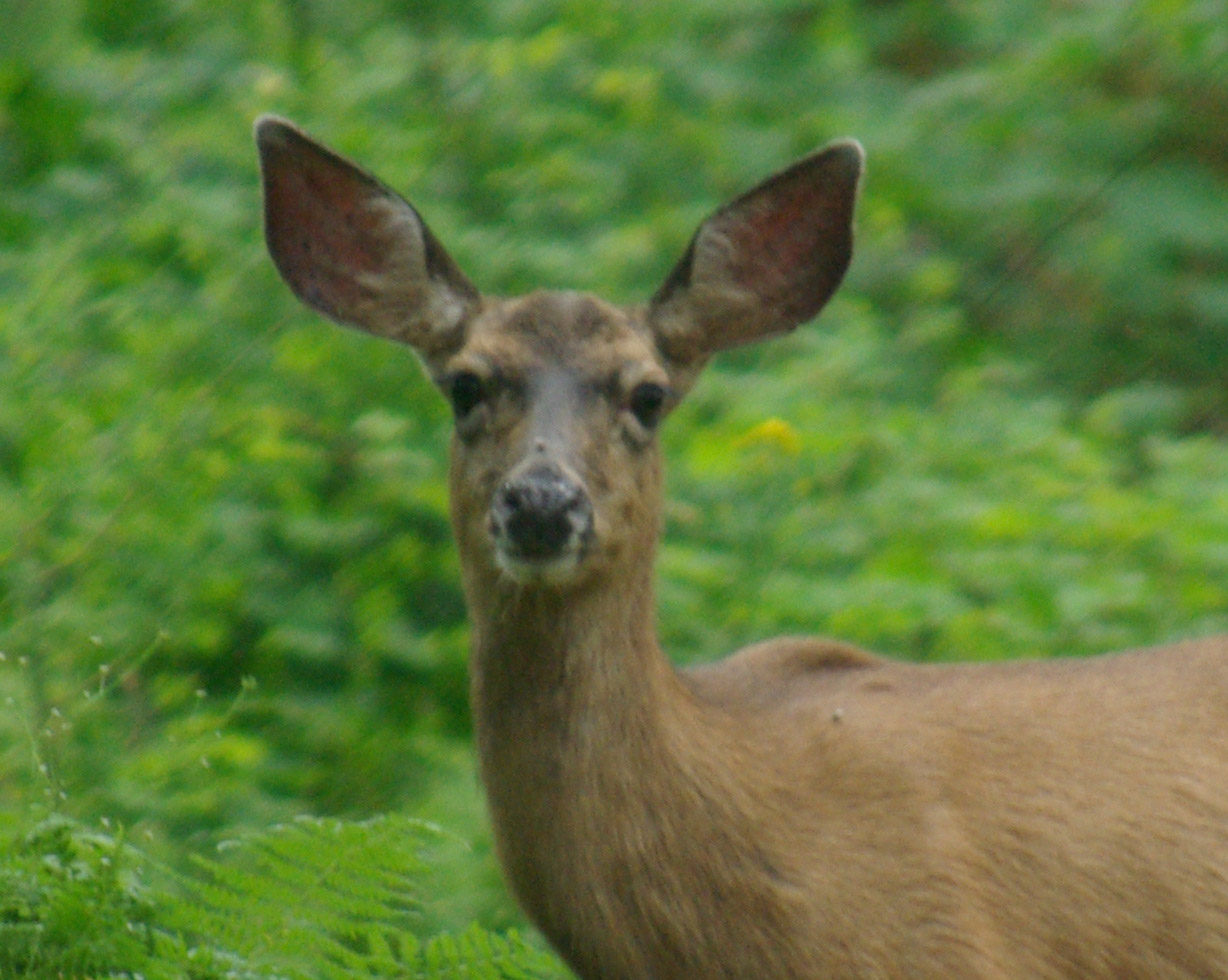
Чорнохвостий олень

### Ландшафти

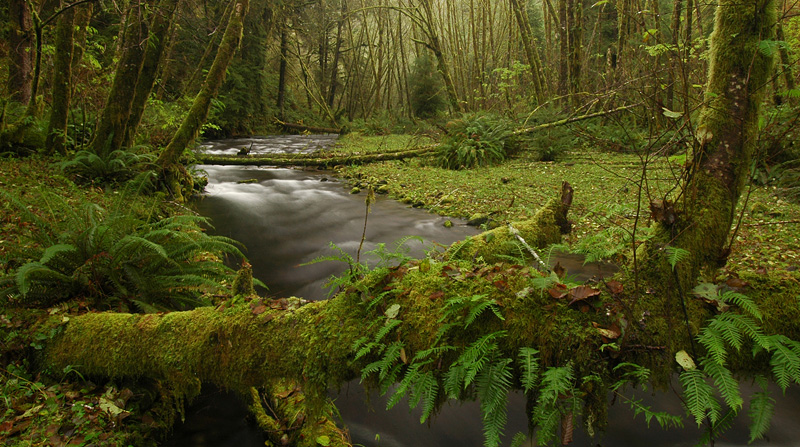
Природна зона Рок-Крік[en] підтримує популяції лосося та форелі
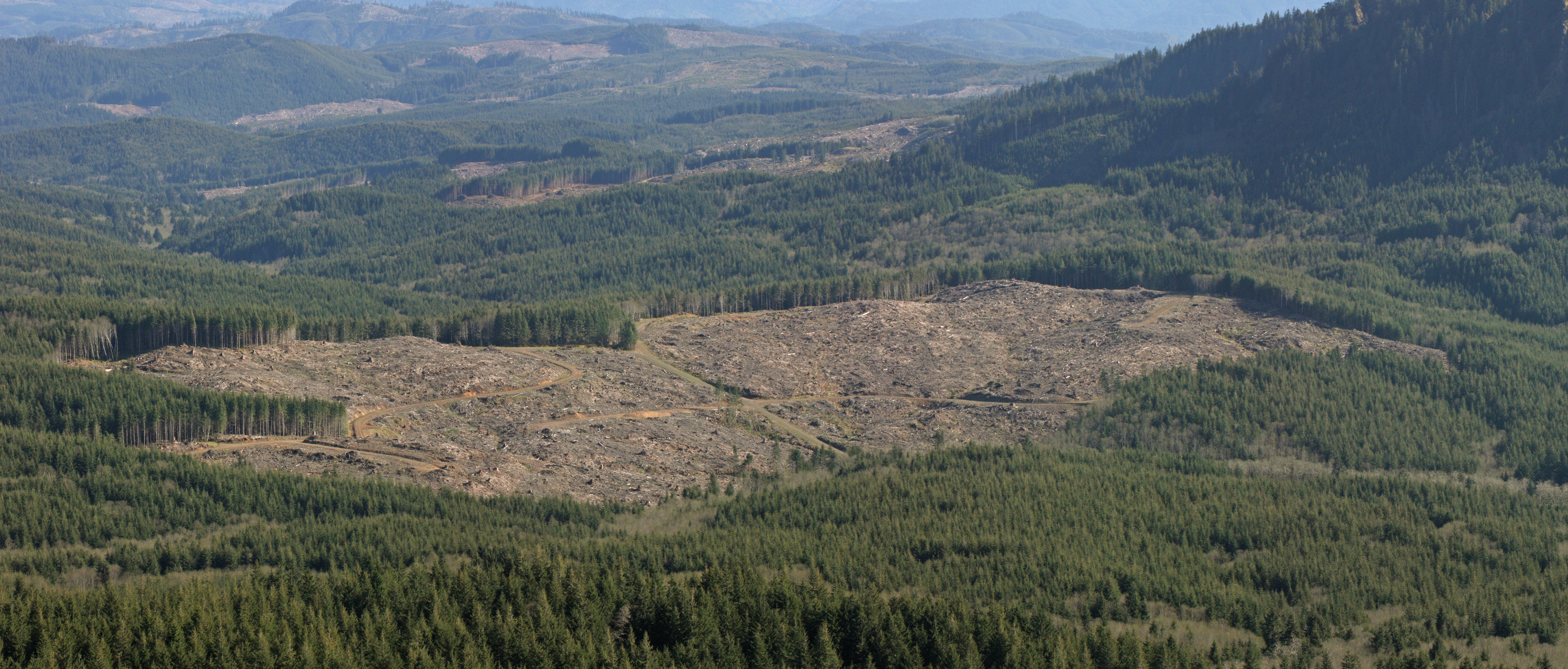
Суцільні вирубки та будівництво доріг, як у цій місцевості поблизу витоків річки Льюїс-і-Кларк[en], можуть сприяти руйнуванню схилів та впливати на якість поверхневих вод.
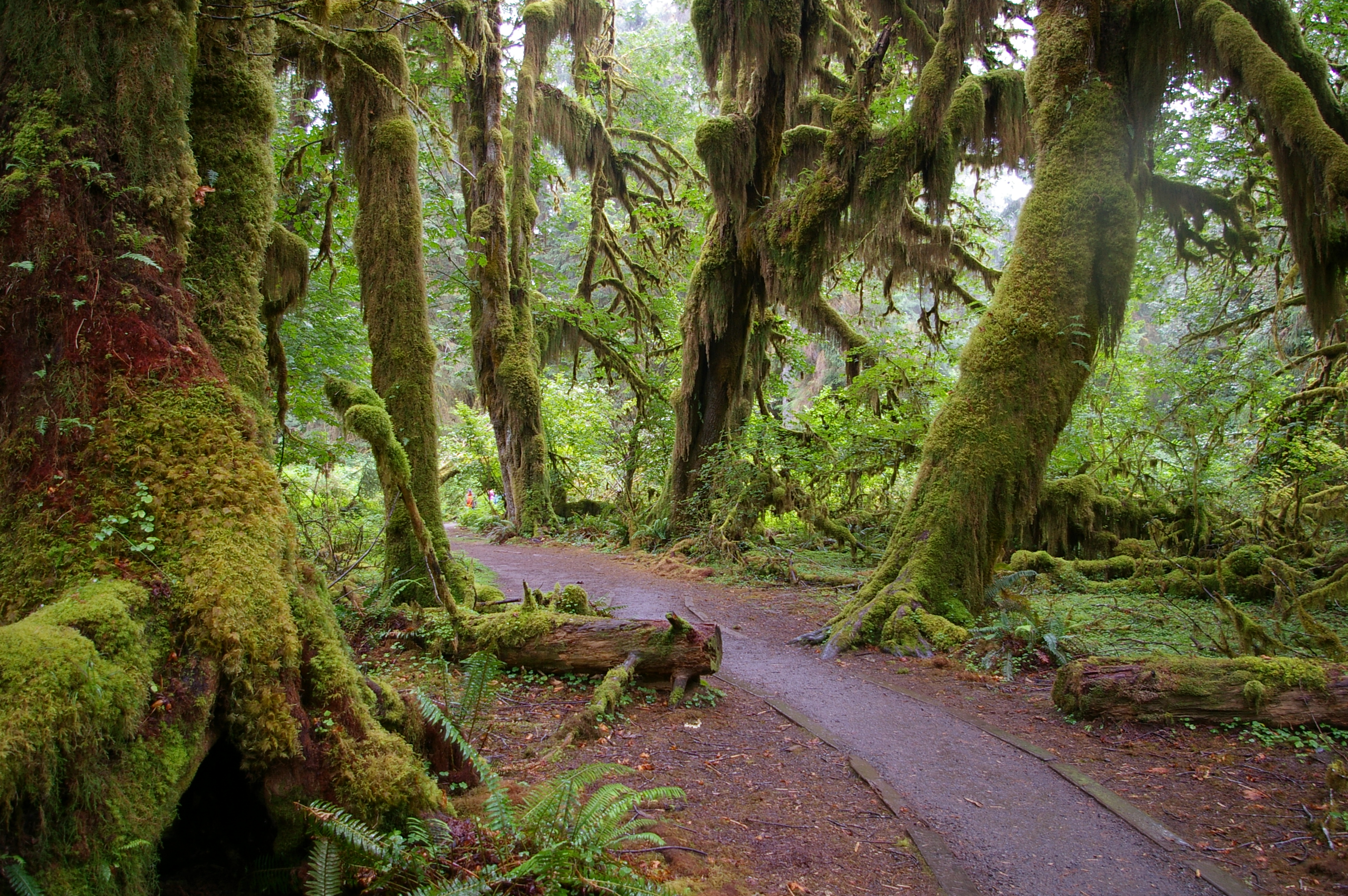
Дощові ліси Національного парку Олімпік підтримують найвищу щільність біомаси на Землі
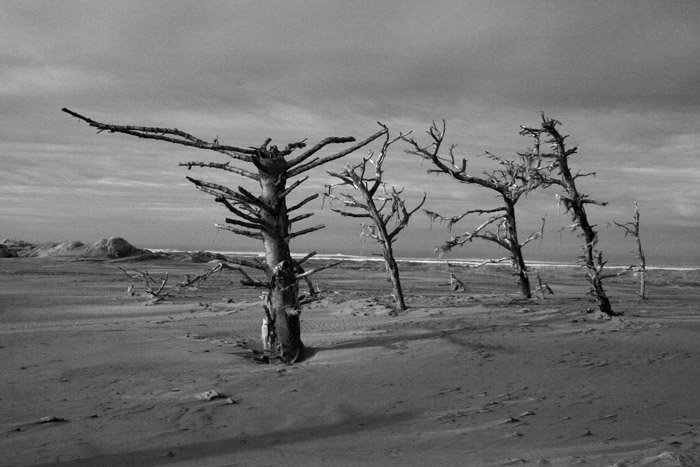
Динамічні дюни Ланфер в окрузі Гумбольдт є прикладом екосистеми прибережних дюн.